# ダニエル・フェルナンデス (サッカー選手)
ダニエル・マルシオ・フェルナンデス（Daniel Márcio Fernandes, 1983年9月25日- ）は、カナダ連邦エドモントン出身の元ポルトガル代表サッカー選手。現役時代のポジションはGK。

## 経歴

### 生い立ち
ポルトガル人の父とチェコ人の母の下でカナダのアルバータ州エドモントンに生まれ、ブリティッシュコロンビア州イーストバンクーバーで育つ。バンクーバー・オリンピックスが最初に所属したクラブだった。

### クラブ

#### 初期
2000年、17歳の時に父の故郷であるポルトガルに渡りFCポルトの下部組織へ入団した。2季の在籍でBチームに登録されたものの出番はなく、スペイン2部のセルタ・デ・ビーゴBへ移籍した。
2003年1月にセルタBからドイツ2部のSSVヤーン・レーゲンスブルクへ貸し出されたが、ここでもトップチームでの出番がなくバイエルンリーガを戦うBチームが主戦場となり、同年6月にセルタBへ復帰するも放出された。

#### PAOK
トライアルを経てギリシャ1部のPAOKテッサロニキと契約を締結。最初の2季での出場は僅か4試合にとどまったが、2005年にニコス・カラゲオルギウ監督が解任されクラブのゼネラルマネージャーにして元選手のゲオルギオス・コスティコスが監督に就任すると、すぐさまキリアコス・トフログルに代わり正GKに指名された。この2005-06シーズンはピッチ内外で多くの問題を抱えながらも27試合に出場し、後に債務の問題から出場禁止となったがUEFAカップ2006-07出場権獲得となる6位でシーズンを終えることに貢献。以降のシーズンも正GKを務めた。

#### ボーフム
2008年5月23日に移籍金約120万ユーロでドイツ1部のVfLボーフムと締結。以前、PAOKで同僚だったマルチン・ミェンチェルと再会を果たした。移籍1季目は、降格圏内まで僅か勝ち点3の14位と苦しい状況の中で、8月16日のバイエル・レヴァークーゼンとの開幕戦（アウェイ0-1敗北）で初出場を果たして以降、3試合を除き出場し正GKを務めた。しかし、2季目になるとフィリップ・ヘーアヴァーゲンにポジションを奪われベンチを温める日々が続き、さらに、フランク・ハイネマン暫定監督によりBチームに落とされた。その結果、2010年1月18日にギリシャのイラクリス・テッサロニキFCへシーズン終了まで貸し出された。同年夏のパナシナイコスFCと2011年1月のパンセライコスFCへの期限付き移籍を経て、2011年6月30日にボーフムから放出された。

#### ルーマニア / オランダ
2011年8月16日にルーマニア1部王者CFRクルジュと契約を締結。しかし、同胞のベトの存在から出場僅か2試合にとどまり5ヶ月で契約解除となった。
2012年1月16日にオランダ1部のFCトゥヴェンテと契約。

#### ノルウェー
2017年1月27日、エリテセリエンのリールストロムSKと1年契約を交わしたことが発表された。

#### ポルトガル
2018年7月1日、SCファレンセに加入した。34歳にして初めてポルトガルのクラブへ所属することとなった。

### 代表
ユース時代は、当初U-20カナダ代表としてプレーをしていたが、その後、父の母国であるポルトガルを選択し、2006年にU-21ポルトガル代表として初出場をした。
2006年11月にポルトガルA代表へ初招集を受けるも、この時はリカルド・ペレイラとキムに次ぐ3番手のため出場は訪れなかった。翌年5月にEURO2008予選のベルギー戦と親善試合のクウェート戦へ向け、ルイス・フェリペ・スコラーリ監督の下で再招集され、6月のクウェート戦（1-1）で66分にキムと交代で初出場を飾った。2009年2月のフィンランド戦（1-0勝利）では、今度はエドゥアルドと交代で出場2試合目を記録した。
2010年5月に2010 FIFAワールドカップのメンバーに選出されるも、エドゥアルドとベトに次ぐ3番手だったため出場はなかった。以降は、ルイ・パトリシオの台頭もあり招集機会が減少している。

## 私生活
2人の弟を持つ。また、ノルウェー人の女性と結婚し、娘を1人授かっている。

## 代表歴

### 出場大会
- ポルトガル代表
  - 2010 FIFAワールドカップ

### 試合数
- 国際Aマッチ 2試合 0得点（2007年-2009年）[15]

| ポルトガル代表 | 国際Aマッチ | 国際Aマッチ |
| 年             | 出場        | 得点        |
| -------------- | ----------- | ----------- |
| 2007           | 1           | 0           |
| 2008           | 0           | 0           |
| 2009           | 1           | 0           |
| 通算           | 2           | 0           |

## タイトル
CFR
- リーガ1 : 2011-12